# بيتسبرغ (بنسلفانيا)
بيتسبرغ هي مدينة في ولاية بنسيلفانيا في الولايات المتحدة. وتعتبر ثاني أكبر مدينة في ولاية بنسلفانيا، بلغ عدد سكانها 306,211 نسمة في 2012. وهي من أقدم المدن في الولايات المتحدة ولها تاريخ عريق. و يوجد في المدينة ملعب هاينز فيلد لفريق المدينة بيتسبورغ ستيلرز الذي ينافس في دوري كرة القدم الأمريكية.
لقد ساهمت بتسبرغ في التقدم الصناعي بالولايات المتحدة بصناعة الصلب التي كانت تشتهر به حتى وقت قريب. تقع بيتسبرغ على تقاطع نهر مونوغاهيلا وألغني وأوهايو.

## الجامعات في بتسبرغ
تضم بتسبرغ عدداً من الجامعات الكبيرة والشهيرة على مستوى العالم:
- جامعة بيتسبرغ وتعتبر من أقدم الجامعات الأمريكية
- جامعة كارنيغي ميلون
- جامعة روبرت موريس
- جامعة دوكين
- جامعة لاروش
- جامعة كارلو
- جامعة تشاتم

## توأمة
لبيتسبرغ (بنسيلفانيا) اتفاقيات توأمة مع كل من:
- رييكا
- إسكوبية
- فيرناندو دي لا مورا
- دونيتسك
- زغرب
- أوسترافا
- بريشوف
- ماتانزاس
- صوفيا
- شفيلد
- سايتاما
- بلباو
- ووهان
- نوفوكوزنتسك
- إيسولا ديلي فيميني
- كرمئيل
- هاميلتون
- نور سلطان
- شارلوروا
- دا نانغ

## أعلام
- ألن نيويل
- جين كيلي
- هنري جون هاينز
- رون بول
- وليام فاولر
- برونو سامارتينو
- جورج واشنطن غيل فيريس الابن
- فريد روجرز
- آندي وارهول
- ف. موراي أبراهام

## وصلات خارجية
- الموقع الإلكتروني